# Dangerbird Records
Dangerbird Records ist ein unabhängiges Plattenlabel mit Sitz in Los Angeles, Kalifornien. Das Label wurde 2004 von dem Musiker Peter Walker und Jeff Castelaz gegründet und ist die Heimat von Künstlern aus aller Welt und Teil der aufstrebenden Silver-Lake-Musikszene. Das Label hatte internationale Erfolge mit Künstlern wie den Silversun Pickups, Fitz and the Tantrums und Minus the Bear.

## Geschichte
Die beiden Gründer vertraten unterschiedliche Rollen in der Musikindustrie. Castelaz hatte Leslie Feist, Phoenix, Citizen King und andere gemanagt, während Walker ein Singer-Songwriter war. Die erste Veröffentlichung des Labels war Walkers Soloalbum Landed.
Ihr Geschäftsansatz beinhaltet eine starke Betonung der Entwicklung von Künstlern und die Zusammenarbeit mit einem Netzwerk von Partnern, um den Bands zu helfen, einen breiten Markt zu erreichen.
Im Jahr 2006 erlangte Dangerbird durch die Veröffentlichung von Carnavas, dem Debütalbum der Silversun Pickups, mit über 450.000 verkauften Exemplaren einen guten Ruf. Der Leadsänger der Band, Brian Aubert, sagte über Dangerbird: „Sie glauben an Karrieren und Beständigkeit – etwas, woran die Majors früher geglaubt haben. Sie blieben bei uns, als die meisten Leute es nicht getan hätten.“
Am 14. September 2012 kündigte Mitbegründer Peter Walker die Beförderung von Jenni Sperandeo zum Präsidenten und den Weggang des Mitbegründers Jeff Castelaz an. Sperandeo sagte in einer Erklärung: „Nach fast 20 Jahren in der Radiopromotion, im Management und in der Entwicklung von Künstlern freue ich mich über die Gelegenheit, in diese umfassendere Rolle in einem seltenen, künstlerisch geprägten Unternehmen einzusteigen.“ Im Oktober 2012 wurde Castelaz zum President von Elektra Records der Warner Music Group ernannt.

## Aktuelle Künstler
- A. Sinclair
- Arthur King & The Night Sea
- Blonde Summer
- Butch Walker
- Cones
- Holly Miranda
- Jesse Harris
- Juiceboxxx
- Maritime
- Maxwell, Miranda, Parsley
- Midnight Faces
- Moke Hill
- nav/attack
- No Win
- People Flavor
- *repeat repeat
- Slothrust
- T. Hardy Morris
- The Dears
- The Frights
- The Night Sea
- UME[4]

## Alumni (Auswahl)
- Minus the Bear
- Sea Wolf
- The One AM Radio